# Mary Traversová
Mary Allin Travers (9. listopadu 1936 – 16. září 2009) byla americká zpěvačka a skladatelka, členka folkového tria Peter, Paul and Mary. V 60. letech 20. století patřila k nejpopulárnějším americkým skupinám. Po rozpadu skupiny v roce 1970 vydala pět sólových alb. Mary byla čtyřikrát vdaná a měla dvě děti. Zemřela na komplikace při léčbě leukémie.